# 相澤病院

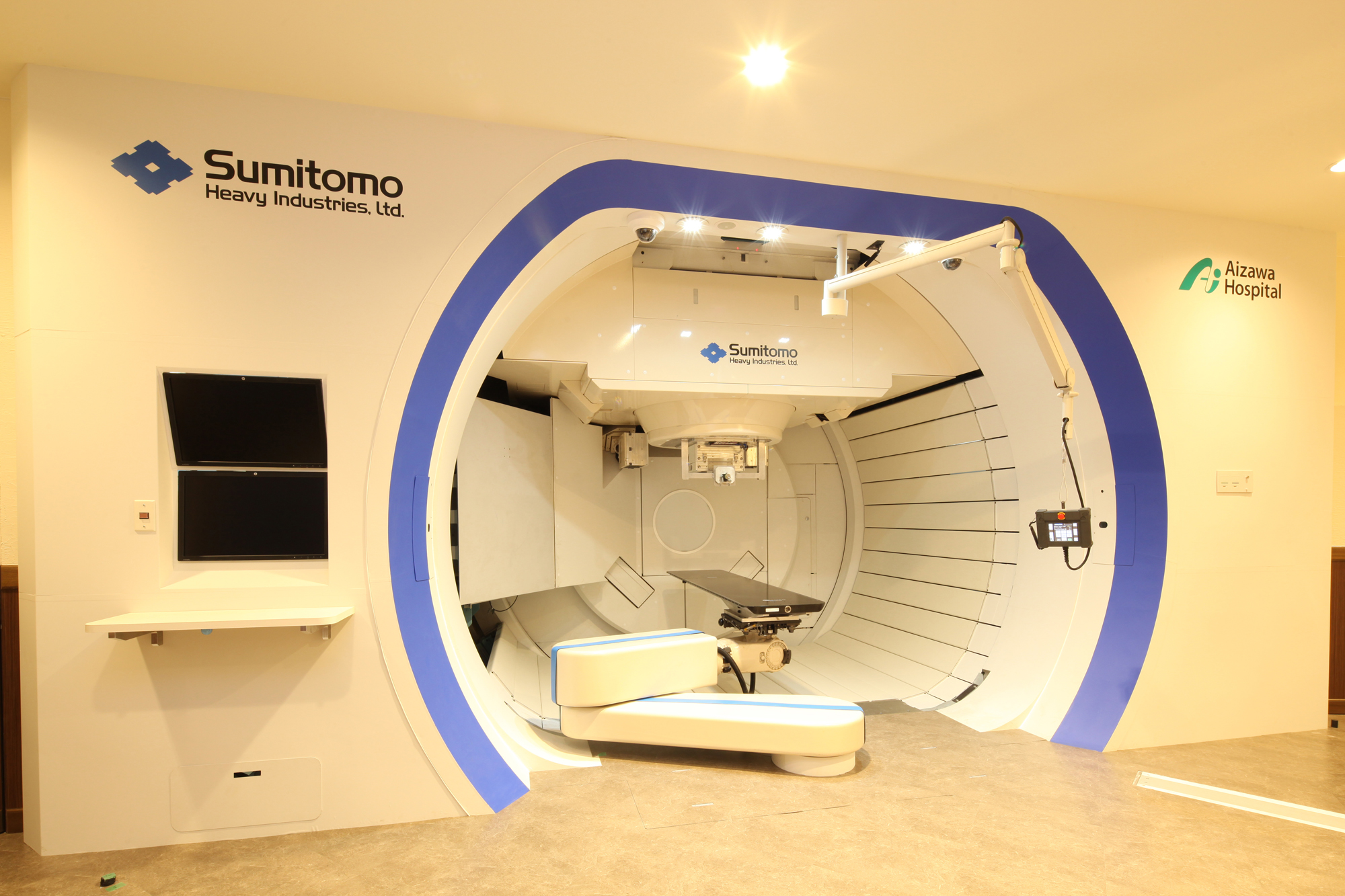
相澤病院陽子線治療センター

社会医療法人財団慈泉会 相澤病院（しゃかいいりょうほうじんざいだんじせんかい あいざわびょういん）は、長野県松本市本庄にある医療機関。社会医療法人財団慈泉会が運営する病院である。長野県初の地域医療支援病院で中信地方の第三次救急医療機関である。

## 診療科
この節の出典
- 内科
- 呼吸器内科
- 消化器内科
- 循環器内科
- 小児科
- リウマチ科
- 眼科
- 外科
- 整形外科
- 形成外科
- 脳神経外科
- 泌尿器科
- 産婦人科
- 耳鼻咽喉科
- リハビリテーション科
- 麻酔科
- 歯科口腔外科
- 腫瘍精神科
- 心臓血管外科
- 小児外科
- 精神科
- 神経内科
- 皮膚科
- 糖尿病内科
- 腎臓内科
- 内視鏡内科
- 人工透析内科
- 疼痛緩和内科
- 呼吸器外科
- 消化器外科
- 乳腺外科
- 気管食道外科
- 放射線診断科
- 放射線治療科
- 病理診断科
- 臨床検査科
- 救急科

## 沿革と特徴
起源は1908年の相澤医院創設に遡る。2001年、地域医療支援病院として県内初めての承認を受けた。民間病院としては全国で3番目の認定。財団法人日本医療機能評価機構認定病院で、中信地方の民間病院としては最大規模の医療機関である。理事長は相澤孝夫（日本病院会 会長）、院長は田内克典。
小説「神様のカルテ」のモデルとなった病院と言われている。
2009年、大学卒業後、所属先が見つからず困っていた小平奈緒（スピードスケート女子）を、"地元の選手として応援したい"とスポーツ障害予防治療センターのスタッフとして採用した。その後2018年平昌五輪で日本スピードスケート女子初めての金メダルを獲得。
2012年9月、がんの先進医療である陽子線治療を行う新施設「陽子線治療センター」を、甲信地区の医療機関として初めて導入した。東京都に本社を持つ住友重機械工業が装置を小型化、世界初となる上下配置方式を採用した。装置の小型化により総事業費は従来よりコストを抑えた約50億円。現在は診療を開始に向けた準備を進めている。長野県内全域のほか山梨県、などからもがん患者の受け入れを充実させるといい、2014年5月1日より一部診療が開始され、同年9月より1日10名を上限として自由診療が開始される（下記公式サイトより）。
- 相澤病院陽子線治療センター公式サイト

2015年12月、JCI（国際病院評価機構）の認証を更新。

## 年表
- 1908年1月10日 - 相澤医院が開院。
- 1952年 - 相澤病院として開院。
- 2001年 - 地域医療支援病院の承認を受ける。
- 2005年 - 中信地区新型救命救急センターの指定を受ける。
- 2008年 - 社会医療法人の認定を受ける。
- 2014年 - 陽子線治療センター開設。
- 2015年 - 相澤（北京）医院管理有限公司開設。
- 2016年 - 相澤東病院 開設。

## 所属スタッフ
- 小平奈緒（スピードスケート選手／平昌オリンピックスピードスケート女子金・銀メダリスト、バンクーバー五輪女子チームパシュート銀メダリスト／相澤病院：スポーツ障害予防治療センタースタッフ）
- 小林茂昭（脳神経外科）

## 交通アクセス
- JR松本駅（並柳団地線 系統2のみ松本バスターミナル）からアルピコ交通バスタウンスニーカー『南コース』または『並柳団地線（系統2）』に乗車、もしくは同じくJR南松本駅から『南部循環線』に乗車、いずれも「相澤病院」下車。
- 上記以外にも近くには寿台方面へ向かう「栄町」バス停（松本バスターミナル発のみ）もある。

## テレビ番組
- 日経スペシャル カンブリア宮殿 「救急医療」で地域の信頼を勝ち取った 苦境・地方病院の復活劇！（2018年5月24日、テレビ東京）[3]